# Guiche
Guiche is een gemeente in het Franse departement Pyrénées-Atlantiques (regio Nouvelle-Aquitaine) en telt 730 inwoners (1999). De plaats maakt deel uit van het arrondissement Bayonne.

## Geografie
De oppervlakte van Guiche bedraagt 24,8 km², de bevolkingsdichtheid is 29,4 inwoners per km².

## Verkeer en vervoer
In de gemeente ligt spoorwegstation Sames-Guiche.
De onderstaande kaart toont de ligging van Guiche met de belangrijkste infrastructuur en aangrenzende gemeenten.

## Demografie
Onderstaande figuur toont het verloop van het inwonertal (bron: INSEE-tellingen).